# Chrysobothris exesa
Chrysobothris exesa es una especie de escarabajo del género Chrysobothris, familia Buprestidae. Fue descrita científicamente por LeConte en 1858.
Se encuentra en California y Texas.
Las larvas se hospedan en Acacia, Celtis, Prosopis y Salix.